# Enciclopedia nacional de Azerbaiyán
La enciclopedia nacional de Azerbaiyán (en azerbaiyano Azərbaycan Milli Ensiklopediyası) es un libro enciclopédico universal escrito en lengua azerbaiyana y publicado en 2010. El edificio principal de la editorial está situado en Ciudad Vieja, Bakú, en la calle Boyuk Qala.

## Historia
Inicialmente se intentó publicar la enciclopedia azerbaiyana a comienzos del siglo XX, sin éxito. El decreto para la publicación de la Enciclopedia Soviética Azerbaiyana fue firmado el 30 de diciembre de 1965, y el primer volumen fue publicado en 1970, pero la publicación fue suspendida debido al incumplimiento de algunas regulaciones soviéticas. En 1975 se dio luz verde para su publicación. Durante los años 1976 y 1987, se completó la publicación de una nueva versión de la enciclopedia, que sustituyó a la versión inicial.
El 5 de mayo de 2004 se firmó un decreto presidencial para el establecimiento del Centro de Investigación de la Enciclopedia Nacional de Azerbaiyán a fin de garantizar la preparación y publicación de la enciclopedia. Ese mismo año, la editorial Sherg-Gerb publicó 25 mil ejemplares de la enciclopedia y los distribuyó de manera gratuita a las bibliotecas y otras organizaciones del país.

## Ediciones
- Azərbaycan // Enciclopedia nacional Azerbaiyana —   ISBN 978-9952-441-01-7.
- A – Argelander // Enciclopedia nacional Azerbaiyana  — ISBN 978-9952-441-02-4.
- Argentina – Babilik // Enciclopedia nacional Azerbaiyana —  ISBN 978-9952-441-05-5.
- Babilistan – Bəzirxana // Enciclopedia nacional Azerbaiyana  —  ISBN 978-9952-441-07-9.
- Bəzirxana – Brünel // Enciclopedia nacional Azerbaiyana — ISBN 978-9952-441-03-1.
- Büssel – Çimli-podzol torpaqlar //Enciclopedia nacional Azerbaiyana — ISBN 978-9952-441-10-9.
- Çin – Dərk // Enciclopedia nacional Azerbaiyana — ISBN 978-9952-441-11-6.